# Jakob Herbrot
Jakob Herbrot (* um 1493 in Augsburg; † 21. April 1564 in Neuburg an der Donau, Oberbayern; auch Hörbrot oder Hörprot) war ein deutscher Kaufmann und der letzte zunftige Bürgermeister Augsburgs.

## Leben
Er war der Sohn des Ende des 15. Jahrhunderts aus Schlesien zugewanderten Kürschners Jakob Herbrot, genannt Schlesinger († 1502, erschlagen), und der Augsburger Kürschnerstochter Magdalena Hummel († etwa 1505). Herbrot war in Augsburg zunächst ebenfalls als Kürschner tätig. Seit Beginn der 1540er Jahre wurde er vermögend durch Handel mit Pelzen, Tuchen, Juwelen und anderen Luxusgütern sowie durch größere Bankgeschäfte, bei denen er unter anderem mit den Fuggern zusammenarbeitete.
Als Zunftmeister der Kürschner und Führer der Kaufleutestube (heute: Industrie- und Handelskammer) engagierte er sich ab 1540 zunehmend in der Stadtpolitik Augsburgs. Im Jahr 1543 wurde er städtischer Baumeister und 1545 Bürgermeister. Als solcher war er 1546 mitverantwortlich für den Eintritt Augsburgs auf protestantischer Seite am Schmalkaldischen Krieg, wobei seine Geschäftskontakte zum Landgrafen Philipp I. von Hessen und zu Ottheinrich von der Pfalz von Bedeutung waren.
Nach der Niederlage der Schmalkaldener und der Aufhebung der Zunftverfassung im Jahr 1548 nutzte Herbrot seine gute Handelsbeziehung zu den Habsburgern zur persönlichen Schadensbegrenzung. Daraufhin wurde er im Jahr 1551 vom römisch-deutschen König und späteren Kaiser Ferdinand I. zum kaiserlichen Rat ernannt.
Als er sich 1552 als Bürgermeister erneut an die Spitze des wiedererrichteten Zunftregiments stellte und Kurfürst Moritz von Sachsen unterstützte, bekam er den wachsenden Widerstand aus der Bürgerschaft zu spüren. Spottlieder und Verleumdungsschriften wurden veröffentlicht.
Deshalb verließ Herbrot im Jahr 1553 die Stadt Augsburg und wurde pfalz-neuburgischer Pfleger zu Lauingen (Donau). Er übertrug die Leitung seines Handelshauses den Söhnen, die es aus Unfähigkeit in den Bankrott führten. Da die geflohenen Söhne nicht mehr zur Verantwortung gezogen werden konnten, wurde der Vater in Neuburg an der Donau in Schuldhaft genommen und in den Schuldturm geworfen, wo er bald darauf am 21. April 1564 verstarb.
Herbrot heiratete im Jahr 1527 Marina (Maria) Kraffter (etwa 1495–1562), die Tochter des Augsburger Kaufmanns und Patriziers Lorenz Kraffter (etwa 1460–vor 1528; eigentlich „Lawrence of Crawford“ aus dem schottischen Adelsgeschlecht der „Earl of Crawford“) und der Honesta (Esther) Merz (* etwa 1477). Marina Kraffter war eine begeisterte Anhängerin des Reformators Kaspar Schwenckfeld. Tochter Rosina Herbrot von Rätz (* 1534; † 3. Juni 1601 in Breslau, Niederschlesien) heiratete am 3. November 1552 in Augsburg den schlesischen Großhändler und Bankier Nicolaus II. Rehdiger.